# Der Brief in den Jemen
Der Brief in den Jemen (hebräisch אגרת תימן iggeret teman) ist ein Brief des jüdischen Arztes und Philosophen Maimonides an die jüdische Gemeinde des Jemen. Der Brief wurde höchstwahrscheinlich 1172 in Kairo (Fustat) verfasst. Der Brief hat zwei hervorstechende Intentionen: die jüdische Gemeinde gegen die Bedrohungen der Mahdiden zu stärken und gegen das Aufkommen von Messiasanwärtern und die Hoffnung auf Selbige zu imprägnieren.
Es ist ein Werk, das sowohl als Verteidigung des jüdischen Glaubens als auch als Antwort auf die religiösen und politischen Herausforderungen jener Zeit diente. In Bezug auf das „islamische Tora-Verständnis“ äußert Maimonides im Brief seine Kritik an der Vorstellung, dass die Tora „verfälscht“ (Sure 5:13) sei, und bekräftigt seine Überzeugung, dass die jüdische Tora unverändert und die „wahre göttliche Offenbarung“ bleibt.
Er gibt einerseits Aufschluss über die Fähigkeiten Moses Maimonides‘, Argumente aus verschiedenen Traditionen beziehungsweise Hermeneutiken der Religionen des Mittelmeerraumes und des Nahen Ostens zu kennen und miteinander zu verknüpfen. Andererseits gibt er Einblicke in den kulturellen Kontakt und wirtschaftlichen Verkehr zwischen Ägypten und der arabischen Halbinsel. Vieles, was in diesem Brief an Beschreibungen anklingt, konnte später durch Funde der Kairoer Geniza bestätigt werden.

## Vorgeschichte und Umstände
Zur Zeit der Tätigkeit Maimonides‘ in Kairo war die Situation der Juden im Jemen unsicher und instabil. Das hing hauptsächlich mit der politischen Lage des Landes zusammen. Verschiedene islamische Dynastien unterwarfen das Land im Zeitraum von wenigen Jahrzehnten. Zur Zeit der Niederschrift des Briefes stand der Jemen unter der Macht der Mahdiden, die man theologisch der Zwölfer-Schia oder den Ismailiten zuzuordnen kann. Jene Muslime erwarten bis heute die Wiederkehr des Mahdi, einer Gestalt die in ihrer Konzeption der des judäo-christlichen Messias ähnlich ist. So verbreitete sich vermutlich, angestachelt von Mission und Zwangskonversionen auch innerhalb der jüdischen Gemeinde die Erwartung, ein Messias erscheine im Jemen und befreie sie aus ihren Leiden. Es ist wahrscheinlich, dass es viele Berichte über Pseudo-Messiasse in Gebieten gab, in denen Juden unter einem hohen religiösen Druck, bzw. unter einer Bedrohung für ihre Gemeinde standen.
Wie Sylvia Powels-Niami aufzeigt, war die Lage der Menschen im Jemen jedoch wirtschaftlich weit weniger prekär, als der Leser des Iggeret Teman annehmen könnte. Viele Juden unterhielten gute Wirtschaftskontakte auf den Handelsrouten zwischen Okzident (z. B. Spanien), dem Orient mit Kairo als wirtschaftlichem Knotenpunkt, kontrolliert von den Fatimiden und später Ayyubiden und dem ferneren Osten, also dem Jemen und Indien. Sie können sogar als soziale Oberschicht des Jemen bezeichnet werden. Beispielhaft zeigt sich das an dem Bruder Maimonides‘, der als Händler und Seefahrer arbeitete und für einige Zeit maßgeblich zum Reichtum der Familie Maimon in Kairo beitrug.
Nichtsdestotrotz war die Integrität der jüdischen Gemeinde im Jemen bedroht. Konversionen und Verfolgungen waren keine Seltenheit. Juden waren im herrschaftlich islamischen Jemen Bürger zweiter Klasse, und auch die noch junge Herrschaft der Ayyubiden im gesamten Raum beeinflusste die Lage der Juden, die unter den Fatimiden noch freier leben konnten.
Der Hilferuf des Rabbiners Jakob Ben Nathanel al-Fayyumi, Sohn von Nathanel al-Fayyumi, veranlasste Maimonides schließlich, den Sendbrief zu schreiben. Maimonides hatte seinerseits Erfahrung und persönliche Motivation, sich für das Schicksal der Juden einzusetzen: Er selbst war in Spanien und Marokko einem Konversionszwang ausgesetzt worden, den er bereits früher schriftlich behandelt hatte. Als konkreter Gegner stand der jüdischen Gemeinde der Anführer der Mahdiden, ʿAbd an-Nabī, gegenüber, der sich angeblich selbst zum Messias/Mahdi stilisierte.

## Der Brief

### Inhalt und Form
Der Brief folgt grob einem roten Faden: Inhaltlich formuliert Maimonides den Brief zielgerichtet in Richtung seiner Intentionen. Dabei arbeitet er sich jeweils an vielen Sachverhalten und Behauptungen bzw. Argumenten ab, die er alle als falsch und unzureichend entlarvt. Der vorangegangenen Auseinandersetzung stellt er dann eine Lösung (seine Argumentation/Behauptung) gegenüber. Diese Vorgehensweise wurde von Thomas von Aquin in seiner Summa theologiae aufgenommen, wo er sie in den Quaestiones anwendet, die ein stilistisches Mittel der Scholastik wurden.
Der Brief in den Jemen hat einen überwiegend erbaulichen, stark tendenziösen Charakter. Maimonides präsentiert sich als Gelehrter, der einer weit entfernten Diasporagemeinde die Lehre von Zusammenhalt und Überlegenheit predigt.
Der Brief ist in höfliche Grußfloskeln eingerahmt. Am Anfang und Ende gleicht der Inhalt einem persönlichen Brief, der sich an Jakob Ben Nathanel al-Fayyumi und dessen Gemeinde richtet.
Dazwischen findet sich vor allem die Auseinandersetzung mit den Feinden der jüdischen Gemeinde im Jemen, den Mahdiden. Diese werden mit umfangreichem Faktenwissen des Autors der Inkompetenz, Ungläubigkeit und Schwäche bezichtigt. Parallel entwickelt Maimonides eine Art apologetische Theologie für die Empfänger des Briefes, indem er ihnen nicht nur Mut und Lob ausspricht, sondern auch bestimmte Inhalte der Tora der Intention des Briefs angemessen umdeutet.
Kernaussage des Briefes ist, dass jede Ankündigung des Kommens eines Messias aus fremdem Munde als falsch betrachtet werden muss. Stattdessen kündigt Maimonides in prophetischer Sprache (koranische Wir-Sprache) selbst das Kommen des Messias an. Mit einer neuen Methode der Berechnung sagt er das Kommen auf 4970/1210 voraus, einen damals 38 Jahre in der Zukunft liegenden Termin.

### Sprache und Argumente
Als sprachliche Besonderheit fällt auf, dass der Brief sowohl in hebräischer als auch arabischer Sprache verfasst ist. In beiden Fällen wird jedoch das hebräische Alphabet verwendet. Der Grund dafür ist, dass der Brief zwar in seiner Anrede persönlich, in seinem Inhalt jedoch öffentlich sein sollte. Im 12. Jahrhundert sprachen die Juden im Jemen Arabisch, weshalb Maimonides mit seiner arabischen Fassung des Briefes die größtmögliche Leserschaft erreichte. Neben vielen feststehenden theologischen Begriffen, sowohl aus der islamischen als auch aus der jüdischen Theologie, die stets in der Originalsprache beibehalten sind, verwendet Maimonides viele Wortspiele, mithin sogar Doppeldeutigkeiten, um die islamischen Eroberer des Jemen zu karikieren. Der Koran und dessen Sprache dient Maimonides als Fundus für Argumente gegen die Gegner der jüdischen Gemeinde: er versucht, die islamischen Argumente mit ihren eigenen Termini zu entkräften. Dies gipfelt in der Formulierung eines Glaubensbekenntnisses, das die Schahada parodiert: „Es ist kein Gott außer Gott und Mose ist sein Gesandter.“ Dabei wird Mohammed als Gesandter, der üblicherweise in der Schahada genannt wird, durch Mose ersetzt. Theologisch ist dieses Glaubensbekenntnis nicht notwendigerweise falsch: auch der Koran berichtet von Mose und Jesus und nennt sie Propheten.
Die Verwendung islamisch-theologischer Argumente diente den jüdischen Empfängern zugleich als Hilfestellung, da sie auf diese Weise argumentativ besser den Mahdiden entgegentreten konnten.

### Das bāṭin-Argument
Ein grundlegendes Argument gegen die Lehre der Mahdiden ist der Hinweis auf die versteckte Bedeutung der religiösen Schriften. Dabei benutzt Maimonides den Ausdruck bāṭin (arabisch باطن – okkult, mystisch, verborgen), der in der islamischen Theologie etabliert war. Damit zeigt Maimonides der Nachwelt, wie gut sich der jüdische Gelehrte auch in der islamischen Theologie (ʿIlm al-kalām) auskannte.
Das Argument beinhaltet, dass sich aus dem religiösen Text eine geheime Nachricht offenbare, die sich nicht durch reines Studium erschließen könne. Der unabdingbare Glaube an Mose als den obersten Propheten sei die Voraussetzung für das Erkennen der geheimen Nachricht (bāṭin). Ferner sei diese geheime Bedeutung nicht in jedem Text vorhanden.
Nur die Torah enthalte diese verborgene Bedeutung, die Muslimen hätten keine Kenntnis von ihr und der Koran enthalte sie auch nicht, so Maimonides. Alles, was der Koran enthalte, sei somit bloße Nachahmung (vgl. taqlīd). Dem entgegen stehe die Sachkunde, mit der Maimonides die Argumente und Sprache der islamischen Theologie verwende.

### Das Messias-Argument
Das zentrale Moment des Briefes ist die Verkündigung des Kommens eines Messiases für die Juden im Jemen. Als Verkündigung kann die Passage gesehen werden, weil er nicht, wie sonst im Brief, aus dem Tanach zitierend, sondern selbst, wie ein Prophet, den Zeitpunkt des Anbruchs der messianischen Zeit datiert.
Maimonides weist sich selbst als befugt und fähig aus, den Zeitpunkt zu nennen. Denn ihm sei angeblich von seinem Großvater über seinen Vater eine Methode zur Berechnung weitergereicht worden, die vor allen anderen Berechnungsmethoden die Richtige sei. Warum, begründet er nicht genauer.
In dieser Passage widerspricht sich Maimonides deutlich. Denn generell im Brief, aber auch in seinen anderen Werken, wie z. B. dem 11. und 12. Abschnitt der Mischne Tora über die Einsetzung der Könige (Hilchot Melachim), vertritt der Arzt aus Córdoba die Ansicht, dass der Zeitpunkt nicht von Menschen ergründlich sei und vermutlich niemals zu berechnen sei.
Der Zeitpunkt, nach christlicher Zeitrechnung 1210, ist folgendermaßen zu berechnen:
„Der Prophet Bileam sagt in Num 23,23 : "Zur rechten Zeit [hebr. ka'et] wird Jakob und Israel gesagt, welche Wunder Gott tut." Bileam sagt diese Worte im 38. Jahr nach dem Auszug der Israeliten aus Ägypten. Dieser hatte im Jahr 2448 nach Erschaffung der Welt stattgefunden. "Im 38. Jahr" bedeutet genau: 37 Jahre nach dem Auszug aus Ägypten. Addiert man also zu dem Jahr 2448 noch 37 Jahre hinzu, dann kommt man zu dem Jahr 2485. Nun gibt es nach der jüdischen Tradition zwei Erlösungen: die erste war der Auszug aus Ägypten, die zweite wird das Kommen des Messias sein. Da Bileam von der rechten Zeit ('et) spricht, müssen die prophetischen Worte, so Maimonides, "einen verschlüsselten Hinweis auf den Zeitpunkt der Wiedereinsetzung des Prophetentums enthalten. Es wird dies der Fall sein nach einer Zeitperiode, die derjenigen äquivalent ist, welche von den 6 Tagen der Schöpfung bis zur Zeit Bileams vergangen ist." Bileams Spruch im Jahre 2485 muss demnach so verstanden werden, daß nach weiteren 2485 Jahren die zweite Erlösung kommen wird. 2485 plus weitere 2485 Jahre ergeben das Jahr 4970 nach Erschaffung der Welt. In diesem Jahr soll "die Wiedereinsetzung des Prophetentums" erfolgen. Maimonides sagt in aller Deutlichkeit, was dieses bedeutet: "Es besteht kein Zweifel, dass die Wiedereinsetzung des Prophetentums zu den Zeichen gehört, die den Beginn der messianischen Ära ankündigen." Das ist zwar vorsichtig ausgedrückt, doch der Leser versteht: der Messias wird im Jahre 4970 kommen, das heißt nach christlicher Rechnung im Jahre 1210. Das war keine Vorhersage auf eine entfernte. Zukunft, sondern eher eine Naherwartung. Maimonides war 37 Jahre alt, als er den Jemen-Brief schrieb, das Kommen des Messias erwartete er in 38 Jahren, d. h. möglicherweise während seiner eigenen Lebenszeit.“

## Wirkung
Über die Wirkung des Briefes schweigt sich die Überlieferung der jemenitischen Juden weitgehend aus. Es wird berichtet, dass die Herrschaft der Mahdiden nur einige Monate später zum Ende kam. Von einem Messias oder einer Person, die messianische Eigenschaften auf sich vereinte, wird nicht berichtet. Ob der Niedergang der Mahdiden-Dynastie im Jemen jedoch eine Folge auf den Brief war, lässt sich nicht mit Bestimmtheit sagen. Der Brief war für die Herrschenden des Jemen in weiten Teilen verständlich. Zumal benutzte er gerade eine große Menge an Vokabular und typischen Termini, die gerade Schiiten der damaligen Zeit mühelos verstehen und einordnen konnten. Dennoch ist auch davon auszugehen, dass die machthabenden Mahdiden schlicht durch die politische und militärische Macht der einfallenden Ayyubiden besiegt wurden.
Unabhängig von der faktischen Wirkungsgeschichte wird bis heute vor allem unter den jemenitischen Juden Moses Maimonides besonders verehrt.